# 英尼战争
英尼战争（英語：Anglo-Nepalese War）又称廓尔喀战争（Gorkha War），指的是英国在19世纪初期发动的一场侵略廓尔喀（尼泊尔）的战争。
1814年，由于廓尔喀（尼泊尔）与英属印度的边境领土纠纷，英属东印度公司发动了侵略廓尔喀的战争。1816年2月，英军将领大卫·奥克特洛尼（David Ochterlony）以压倒性优势击败了廓尔喀军，迫使廓尔喀求和。双方于12月签订《苏高利条约》，廓尔喀将锡金（包括大吉岭）、库马盎、加瓦尔在内的将近三分之一的领土割让给了英属印度。
战争爆发后，尼泊尔数次请求清朝援助，并以英国威胁西藏边境向清朝告急，但遭到了驻藏大臣和嘉庆君臣的一致批驳。嘉庆认为英印素来和西藏没有瓜葛，因此没有理由入侵西藏，尼泊尔的说辞不过是妄图把中国卷入战争，因此宣布“天朝一视同仁”、拒绝向其提供支援，并且要求尼泊尔守卫天朝藩篱。1816年尼泊尔在即将投降之际，最后一次遣使求援，声称如果投降之后就不会再进贡，引得嘉庆皇帝大怒，嘉庆称“谅批楞（指英属孟加拉）幺幺小国，何能为患”，令成都将军赛冲阿入藏镇守，双方如有越界即当“痛剿”。:73-78